# Сібуян (острів)
Сібуян (англ. Sibuyan Island) — острів, розташований в однойменному морі. Адміністративно належить до провінції Ромблон (регіон Мімаропа, Філіппіни). 23-й за площею острів країни.

## Географія, опис та історія
Острів Сібуян має умовно овальну форму, його розмір 29 на 17 кілометрів, площа 465 км², найвища точка — гора Гуїтінг-Гуїтінг (в перекладі — «Пилкозуба гора»), має у висоту 2058 метрів над рівнем моря (займає 73-тий рядок в списку островів за найвищою точкою). Згідно з оцінкою 2015 року, на острові проживає 59 274 особи, переважно народності сібуянон (ромбломанон). На Сібуяні три поселення: Сан-Фернандо (22 466 осіб за переписом 2010 року), Каджидіокан (21 198) і Магдиванг (13 584).
Центральну частину острова займає природний парк площею 157 км².
Найближчі острови: Ромблон за 12 км на північний захід, Таблас 35 км на захід, Масбате за 61 км на схід.
21 червня 2008 року біля берегів острова затонув паром «Принцеса зірок», в результаті чого понад 800 пасажирів загинули або пропали безвісти.

## Флора, фауна та екологія
Сібуян цікавий тим, що він завжди був ізольованим від решти світу, ні в яку епоху не був пов'язаним з іншою частиною Філіппінського архіпелагу, тому вчені називають його «Азійський Галапагос». Третину острова займають незаймані ліси. Згідно з дослідженнями ботаніків, на один гектар лісів острова приходиться 1551 дерево 123 видів, причому 54 з них є ендеміками Сібуяна. Всього на острові описано близько 700 видів судинних рослин. На острові виявлені 131 вид птахів, 10 видів криланових.
Вода із всіх річок, струмків і джерел Сібуяна придатна для пиття без додаткової обробки, у зв'язку з чим місцеві жителі дуже турбуються про збереження такої сприятливої екологічної обстановки їхнього дому — в 2006 році вони створили природоохоронну організацію Sibuyanons Against Mining.

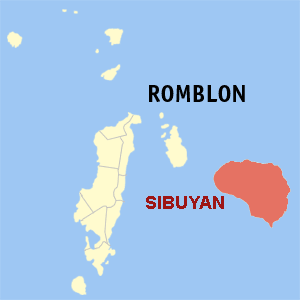
Сібуян на карті провінції Ромблон
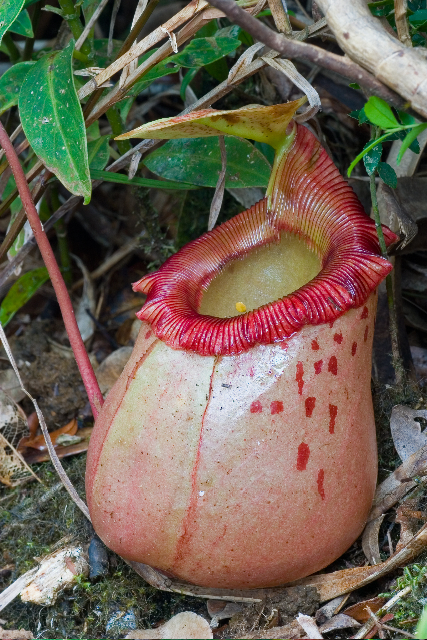
Nepenthes sibuyanensis — ендемік Сібуяна
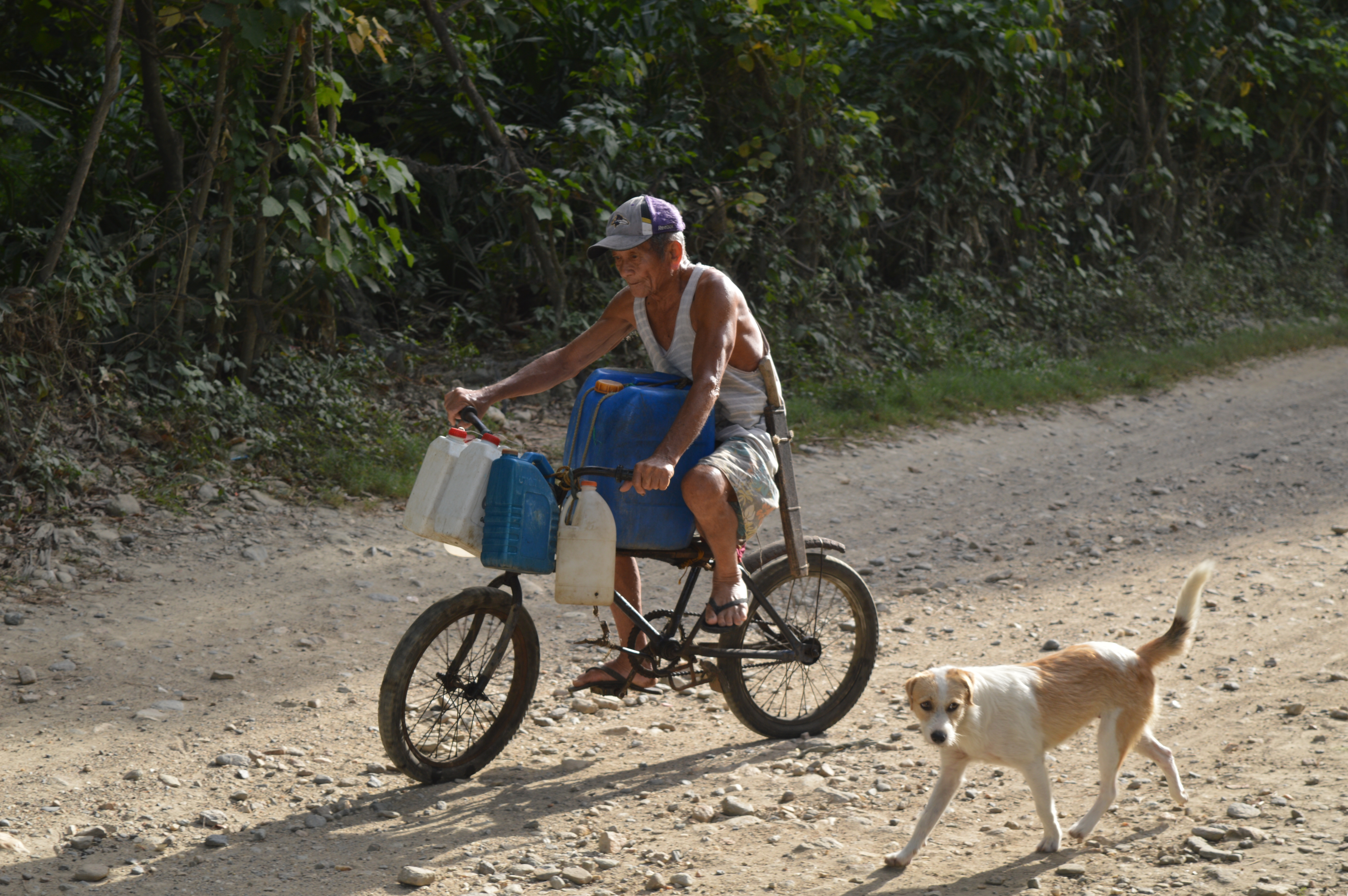
Місцевий житель (манангуете — «збирач кокосового вина») їде по сік кокосового дерева, щоб зробити пальмове вино